# Simulium taxodium
Simulium taxodium är en tvåvingeart som beskrevs av Snoddy och Beshear 1968. Simulium taxodium ingår i släktet Simulium och familjen knott. Inga underarter finns listade i Catalogue of Life.